# Igor Sartori
Igor Sartori (8 de enero de 1993) es un futbolista brasileño que juega como delantero en el Tai Po F. C. de la Liga Premier de Hong Kong.

## Trayectoria
Jugó para clubes como el Kashima Antlers, Flamengo, Bragantino, Red Bull Brasil y Tai Po FC.

## Clubes
| Club                      | País      | Año       |
| ------------------------- | --------- | --------- |
| Kashima Antlers           | Japón     | 2011-2012 |
| C. R. Flamengo            | Brasil    | 2012-2016 |
| C. A. Bragantino (cedido) | Brasil    | 2015      |
| Red Bull Brasil (cedido)  | Brasil    | 2015-2016 |
| Volta Redonda F. C.       | Brasil    | 2017      |
| Tai Po F. C.              | Hong Kong | 2017-2019 |
| R&F                       | Hong Kong | 2019-2020 |
| Meizhou Hakka             | China     | 2021-2022 |
| Ventforet Kofu            | Japón     | 2022      |
| Kitchee S. C.             | Hong Kong | 2023-2024 |
| Tai Po F. C.              | Hong Kong | 2024-     |

## Palmarés

### Títulos nacionales
| Título                            | Club           | País      | Año  |
| --------------------------------- | -------------- | --------- | ---- |
| Liga Premier de Hong Kong         | Tai Po F. C.   | Hong Kong | 2019 |
| Copa del Emperador                | Ventforet Kofu | Japón     | 2022 |
| Hong Kong Senior Challenge Shield | Kitchee S. C.  | Hong Kong | 2023 |
| Liga Premier de Hong Kong         | Kitchee S. C.  | Hong Kong | 2023 |
| Copa FA de Hong Kong              | Kitchee S. C.  | Hong Kong | 2023 |
| Hong Kong Senior Challenge Shield | Kitchee S. C.  | Hong Kong | 2024 |